# Ievgueni Tonkikh
 (mars 2025).
Si vous disposez d'ouvrages ou d'articles de référence ou si vous connaissez des sites web de qualité traitant du thème abordé ici, merci de compléter l'article en donnant les références utiles à sa vérifiabilité et en les liant à la section « Notes et références ».
 ({{{date}}}).
Ievgueni Nikolaïevitch Tonkikh (en russe : евгений николаевич тонких), né en 1976 dans la ville de Semipalatinsk dans le RSS de Kazakhstan, est un général des forces aéroportés russes.

## Biographie
Ievgueni Nikolaïevitch Tonkikh est né en 1976 dans la ville de Semipalatinsk, il a terminé ses études et est entré à l'École supérieure de commandement aéroporté de Riazan,,.
À la fin de ses études, il a été nommé au poste de commandant du peloton de parachutistes du 217e régiment aéroporté de parachutistes de la garde de l'ordre d'Ivanovo de Koutouzov à Ivanovo où il a servi divers postes, notamment comme commandant adjoint d'une compagnie de reconnaissance, adjoint et commandant d'un bataillon de parachutistes.
De 1999 à 2000, il a participé à la guerre de Tchétchénie, puis à nouveau en 2002. Ensuite en 2008, il entre à l'Académie des armes combinées des forces armées de la fédération de Russie il obtient ainsi son diplôme en 2010.
Après l'Académie, il est nommé au poste de commandant adjoint du 217e régiment de parachutistes de l'ordre d'Ivanovo de Koutouzov puis au poste de chef d'état-major de ce même régiment. Il sera nommé commandant de ce régiment en 2014.

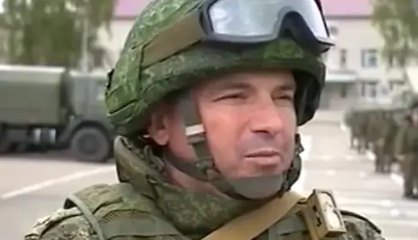
Ievgeny Tonkikh en septembre 2015.

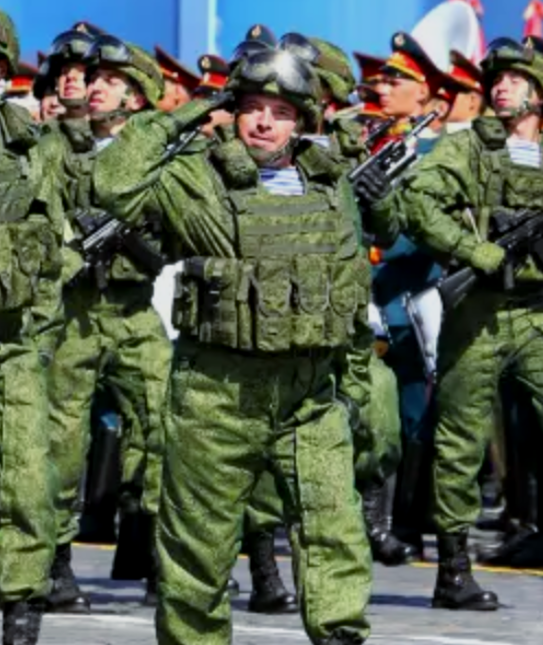
Ievgeny Tonkikh menant un détachement du 331ème régiment aéroportés sur la place Rouge lors du défilé du 9 mai 2015.

Le 9 mai 2015, il participe à la tête d'un détachement aéroporté au défilé sur la Place Rouge dédié au 70ème anniversaire de la victoire dans la Grande Guerre patriotique.
En 2016, il était commandant adjoint de la 98e division aéroportée de la Garde Svir Red Banner, Ordre de Koutouzov II, division nommée d'après le 70e anniversaire de la grande révolution d'Octobre. Il a passé plusieurs mois en voyage d’affaires en République arabe syrienne en tant que conseiller militaire d'où il serait impliqué dans la guerre civile syrienne. Après cela, il a été nommé commandant adjoint et chef d'état-major de la 76e division d'assaut aéroporté de la Garde de la Bannière Rouge de Tchernigov, Ordre de la division de Souvorov, où il a servi jusqu'en février 2018.
Le 25 février 2018, par ordre du ministre de la Défense de la fédération de Russie, il a été nommé commandant du 56e ordre d'assaut aéroporté des gardes séparés de la brigade cosaque du Don de la guerre patriotique à Kamychine, région de Volgograd.
Le 28 février 2020, il quitte l'ordre d'assaut aéroporté séparé de la 56e brigade cosaque de la guerre patriotique du Don.
Le 2 mars 2020 il est nommé par décret de la présidence russe commandant de la 106ème division aéroporté de Toula, le 24 juin de la même année, il organise le défilé dédié au 75ème anniversaire de la victoire dans la Grande Guerre patriotique.
En 2022, il a reçu le poste de commandant de la 98e division aéroportée avec laquelle il participe à l'invasion de l'Ukraine, dans la nord du pays puis dans l'est dans des villes comme Barkhmout en 2023 et Tchessiv Yar en 2024, il aurait été limogé en mai 2024 face aux avancé jugé "lente" de son unité dans la ville,[source détournée].

## Galerie

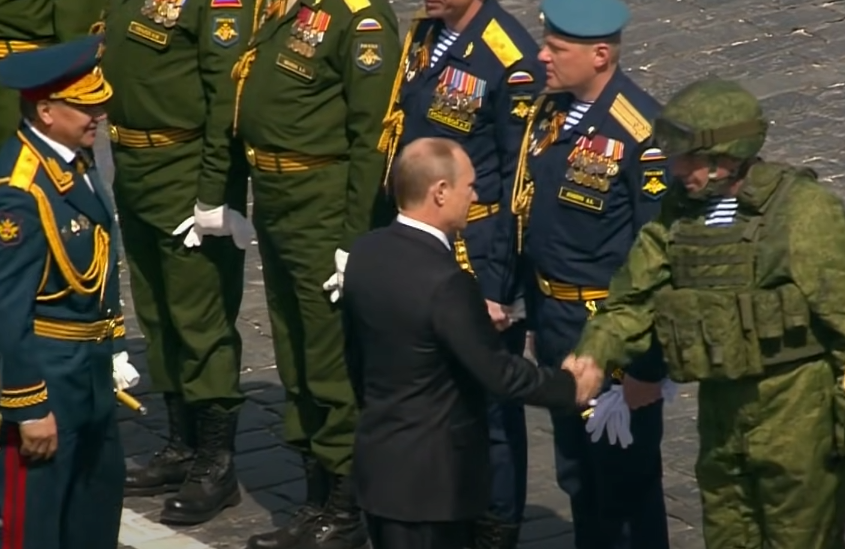
Ievgueni Tonkikh saluant le président Vladimir Poutine.
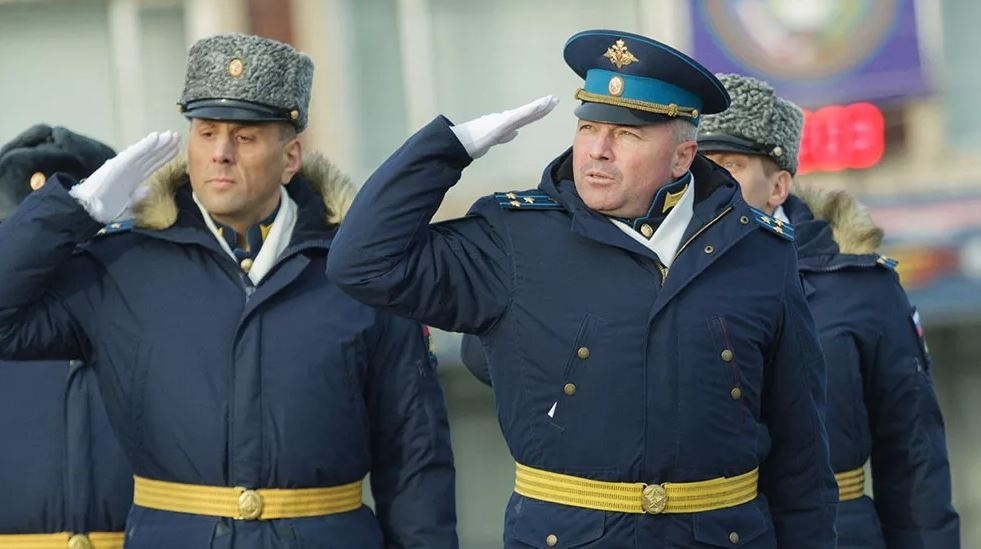
Ievgueni Tonkikh lors de la cérémonie lui remettant le commandement de la 106ème division aéroporté en mars 2020 au côté du commandant Vladimir Seliviorstov.
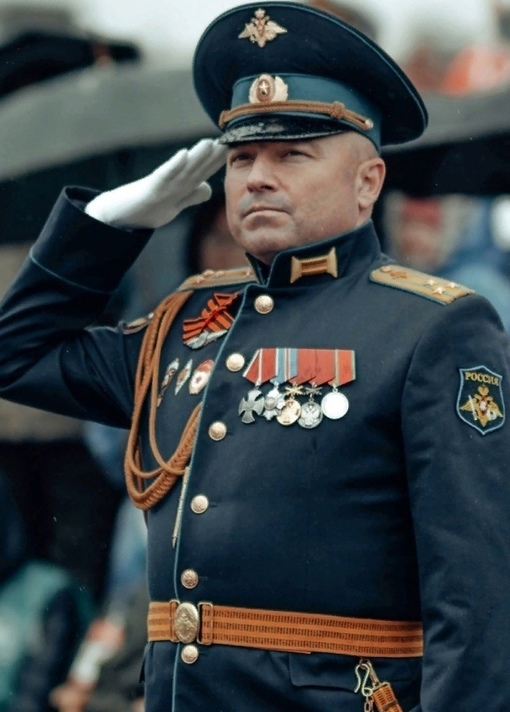
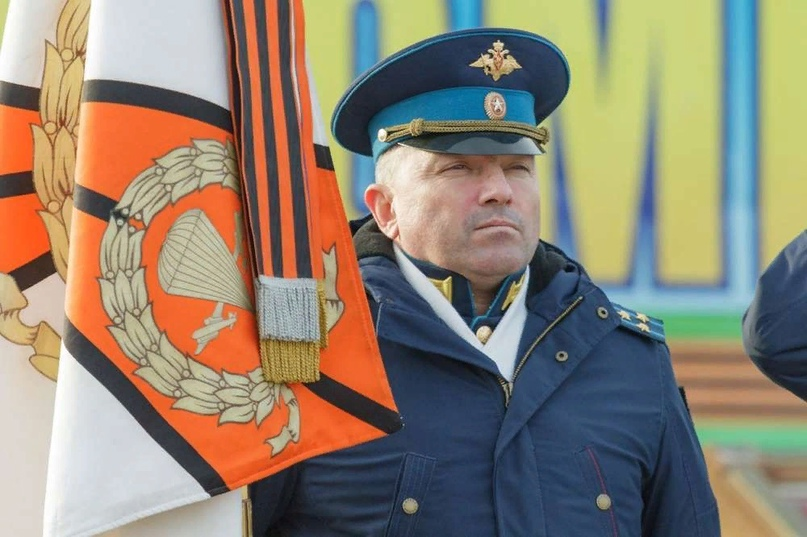